# Dit da jow
Pour les articles homonymes, voir Jow.

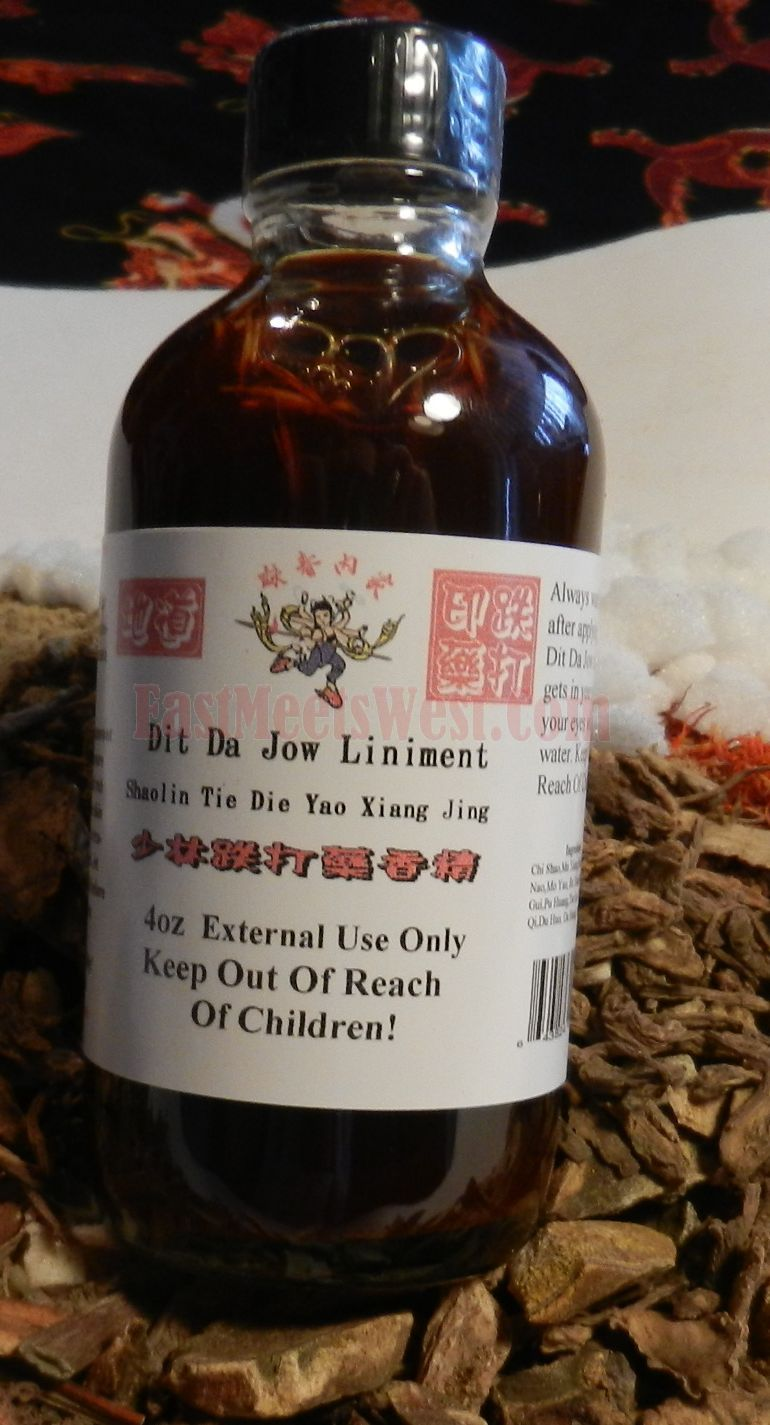
Flacon de Dit da jow

Le Dit da jow ou Jow est un liniment utilisé dans les arts martiaux pour traiter les blessures externes telles les ecchymoses ou les muscles douloureux. Certaines huiles auraient aussi des propriétés curatives au niveau de l'arthrite et des douleurs articulaires.
Le mélange, à base d'alcool ou d'huile, consiste essentiellement en une infusion d'herbes médicinales. Les recettes, d'abord transmises oralement de génération en génération, étaient souvent gardées secrètes. Le traitement consiste à masser la zone affectée avec le produit. Son usage est déconseillé chez les femmes enceintes. La plupart des mélanges ne doivent pas être ingérés.
On retrouve le Dit da jow chez les apothicaires ou les maîtres. Depuis peu, il est aussi disponible à l'aide de catalogues en ligne ou commercialement.